# 开元三大士
開元三大士指唐朝開元年间，從印度来到中國的三位印度密教高僧，弘傳密教，史稱唐密或中密，(有別今日的藏密)，他们分别是：
- 善無畏
- 金剛智
- 不空

特别是不空，影響最大。他們在中國建立了唐密傳承。